# Вынаев, Геннадий Владимирович
Геннадий Владимирович Вынаев (белор. Генадзь Уладзіміравіч Вынаеў; англ. Gennady V. Vynaev; 7 апреля 1951, Галле — 7 декабря 2017, Минская область) — советский и белорусский ученый-ботаник, популяризатор естественнонаучных знаний и педагог внешкольного образования. Специалист в области флористики, географии и систематики растений. Исследователь флоры Беларуси. Автор более 80 научных и научно-популярных трудов. Ученик белорусского ботаника-флориста Н. В. Козловской и русского ботаника Р. В. Камелина.

## Биография
Геннадий Вынаев родился в 1951 в г. Галле (ныне Германия) в семье советского военнослужащего. С 1953 по 1957 г. семья проживала в г. Витебске, а с 1957 г. в Минске. В 1968 г. окончил минскую среднюю школу № 33 (до 1966 г. школа находилась на ул. Кирова — здание ныне не сохранилось, сейчас бывшая школа № 33 находится по ул. Антоновская, 20), где учился в одном выпускном классе вместе с будущими белорусским ботаником В. В. Маврищевым и лихенологом В. В. Голубковым. До поступления в Белгосуниверситет участвовал в работе студенческого кружка при кафедре ботаники.
Прошел обучение на биологическом факультете Белорусского государственного университета (1968—1973). С 1969 г. на время полевых сезонов, а с 1973 г. на постоянной основе по распределению работал в Институте экспериментальной ботаники им. В. Ф. Купревича АН БССР (далее ИЭБ), в отделе флоры и гербария, впоследствии лаборатории флоры и гербария.
После окончания очной аспирантуры при ИЭБ (1977—1979) продолжил работу над кандидатской диссертацией «Флорогенетическая структура и фитогеографические связи флоры Белоруссии» (научный руководитель В. И. Парфенов), которую защитил по специальности «Ботаника» 17 апреля 1984 года на Совете при ИЭБ. С 1989 г. работал в должности старшего научного сотрудника ИЭБ, с 1993 г. — ведущего научного сотрудника.

Впоследствии работал в издательстве «Беларуская энцыклапедыя имя П. Броўкi» (1994—1996), в научно-исследовательской лаборатории озероведения Белгосуниверситета (1997—2004), в отделе экологии растительных комплексов Полесского радиационно-экологического заповедника (2004), в Центральном ботаническом саду НАН Беларуси (2005).
В 1991 г. участвовал в арктической экспедиции Ботанического института АН СССР на Гыданский полуостров.
Последние годы жизни (с 2008) жил в поселке Светлый Бор Пуховичского района Минской области. Место смерти — деревня Новый Уборок Пуховичского района Минской области. Похоронен на кладбище возле деревни Пуща (53°23’06" N, 28°09’01" E) Пуховичского района.
Дети: от первого брака дочь Ольга (1971 г. р.) и сын Василий (1976 г. р.); от второго брака сын Сергей (1987 г. р.).

## Научные достижения
Геннадий Вынаев ‒ разработчик оригинальной методики изучения естественных флор — метода эталонных проб, позволяющего стандартизированно изучать флоры в пределах конкретных ландшафтов. Кроме того, он ввел новое понятие «флоротопологический комплекс» (ФТК) для обозначения флористических образований, занимающих отдельные экотопы и экотоны. Вынаеву принадлежит теоретическая разработка понятий «флора», «элементарная флора» (см. Флористика (раздел ботаники), «флористический комплекс», «адвентивный вид», «индукция видов растений», «географическая раса» (см. Раса (биология). Вынаевым были также разработаны: классификация элементов антропогенного компонента флоры; классификация миграционно-генетических элементов флоры Беларуси; классификация местообитаний и субстратов для лишайников (на примере лихенобиоты Беларуси); метод многофакторного анализа флористических систем. Помимо этого, им разрабатывались методики полевых маршрутных флористических описаний и структуры эколого-флористических баз данных. Вынаев является одним из авторов схемы природно-миграционных русел фитобиоты на территории Беларуси и концепции формирования в Беларуси единой системы особо охраняемых природных территорий (1981).
Дипломная работа Г. В. Вынаева «Фитогеографические связи флоры Полесья с флорой Восточных Карпат» была удостоена медали в номинации «за лучшую студенческую научную работу в области ботаники» на Всесоюзном конкурсе работ 1973 года.
В кандидатской диссертации 1984 г. Вынаевым была проведена третья по счету, вслед за коллективом авторов пятитомника «Флора БССР» (1949—1959) и Н. В. Козловской (1978) полная инвентаризация всей дикорастущей флоры сосудистых растений Беларуси, с учётом большого количества новых находок.
С 1969 года Вынаев принимал участие в изучении флоры Беларуси в составе многочисленных экспедиций и полевых выездов отдела флоры и гербария ИЭБ АН БССР. В частности, примечательны пешие маршрутные флористические исследования вдоль железнодорожных путей сообщения Беларуси, протяженность которых достигла нескольких сотен километров. Данные исследования Г. В. Вынаев провел совместно с Д. И. Третьяковым в начале 1980-х годов, преимущественно для выявления заносных видов растений.
Вынаев участвовал, в том числе как основной автор, в подготовке эколого-ботанических обоснований для учреждения на территории Беларуси ряда особо охраняемых природных территорий, в частности, национального парка «Браславские озера», ландшафтных заказников «Мозырские овраги», «Озеры», «Новогрудский», биологических заказников «Кайковский», «Селяхи», «Низовья Случи», «Докудовский», ботанического заказника «Плещеницкий» и др., памятника природы республиканского значения «Дубрава». Вынаев одним из первых обратил внимание на высокую природоохранную ценность Свислочско-Березинского лесного массива, впоследствии проектируемого национального парка.
В период 1997—2013 занимался вопросами гидроботаники, то есть биологией растений водных и прибрежных местообитаний, а также разрабатывал обоснования для охраны родников и родниковых комплексов Беларуси.
Вынаев был одним из наиболее продуктивных коллекторов в истории белорусской ботаники. По одной из оценок, количество собранных им гербарных листов сосудистых растений (за период 1967—2009), составляет 22 тыс. Образцы хранятся преимущественно в гербарии Института экспериментальной ботаники им. В. Ф. Купревича Национальной академии наук Беларуси (акроним MSK-V). Среди гербарных образцов, собранных Г. В. Вынаевым лично и вместе с другими коллекторами, имеются десятки листов, представляющих первую находку вида для дикорастущей флоры Беларуси, например, Arabidopsis suecica, Artemisia selengensis, A. latifolia, Diplotaxis tenuifolia, Scorzonera glabra. При документирования ботанических находок Вынаев практиковал детальное описание местонахождения, которое включало именование сообщества, положение в рельефе, географическую привязку: по его словам, «чтобы спустя годы можно было снова посетить это место», по поводу чего давал наставления другим коллекторам. Наряду с обычными сборами, Вынаев практиковал и пропагандировал так называемые «серийные сборы», то есть гербарные выборки от десятка до более 100 растительных индивидов из ценопопуляций.
В период 1970—1974 гг. Вынаев, будучи старостой научного кружка, организовал группу студенческой молодежи, которая выполнила упорядочивание и техническое оформление гербария кафедры ботаники БГУ.
За экспонаты, отражающие исследования растительного мира, Вынаев в период с 1978 по 1989 г. был 5 раз награждён медалями ВДНХ БССР и ВДНХ СССР.
Особенностью научных публикаций Г. В. Вынаева являлась малое количество трудов в единоавторстве. В числе наиболее значительных разработок Вынаева, по свидетельству его коллег и учеников ‒ видовые очерки для растений в коллективной монографии «Редкие и исчезающие виды растений Белоруссии и Литвы» (1987); также ему принадлежит значительный вклад в подготовку текста книги В. И. Парфенова «Флора Белорусского Полесья» (1983).

## Педагогические достижения и популяризация знаний
В числе учеников Вынаева — белорусские ботаники Д. И. Третьяков (с 1973 г.), Л. М. Мержвинский (с 1984 г.), О. М. Масловский (с 1985 г.), Г. Н. Антонов (с 1985 г.), Е. О. Юрченко (с 1987 г.), Д. В. Дубовик (с 1988 г.), Т. К. Морозова (с 1990 г.), М. А. Джус (с 1994 г.), Вал. Н. Тихомиров (с 1994 г.). Из них Д. И. Третьяков, О. М. Масловский, Л. М. Мержвинский, Д. В. Дубовик, М. А. Джус, Вал. Н. Тихомиров, Е. О. Юрченко защитили кандидатские диссертации по специальности «Ботаника».
Российский ботаник, доктор биологических наук Д. В. Гельтман отмечал влияние Вынаева как наставника на формирование своих научных интересов, в частности, на выбор темы дипломной работы «Биосистематическое изучение видов рода Ulmus L., естественно произрастающих в БССР». Вынаев сыграл роль в становлении как ученого А. В. Кожаринова, впоследствии фитогеографа, доктора биологических наук.
Как педагог внешкольного образования Вынаев вел с 1975 по 1990 гг. работу кружков эколого-краеведческой тематики на Центральной станции юных натуралистов в г. Минске, впоследствии переименованной в Республиканскую станции юных натуралистов (ныне Республиканский центр экологии и краеведения). Руководил созданием краеведческого музея на упомянутой станции. Совместно с Д. И. Третьяковым основал на Центральной станции юных натуралистов участок поддерживаемых в культуре редких и охраняемых растений дикорастущей флоры Беларуси. Являлся одним из инициаторов внедрения компьютерной техники во внеурочное биологическое и эколого-краеведческое образование школьников в г. Минске (на базе станций юных натуралистов).
Являлся лектором Всесоюзного общества «Знание» и выступал с популярными лекциями по охране и истории растительного мира. Согласно одному из личных отчетов, Вынаевым к 1991 г. в разных местах Беларуси было прочитано более 60 лекций перед школьниками, студентами, учителями, работниками лесного хозяйства, служащими.
Популяризируя ботанические знания, Вынаев выступал (совместно с В. В. Маврищевым) в 6-ти выпусках передачи «Тайны растений» Республиканского телевидения БССР (1980‒1981).
Параллельно со сбором научных ботанических коллекций, Вынаев изготавливал демонстрационные гербарные образцы дикорастущих растений для музеев Беларуси.

## Труды

### Избранные научные труды
- Андрiєнко Т. Л. , Винаев Г. В.  Поширення та еколого-ценотичнi особливостi Chamaedaphne calyculata (L.) Moench на Прип’ятському Полicci // Украïньский ботанiчный журнал. — 1978. — Т. 35, № 4. — С. 367—370.
- Вынаев Г. В., Третьяков Д. И. Эколого-географическая характеристика видов рода Artemisia L. флоры БССР // Ботаника (исследования). — Вып. 20. — Минск : Наука и техника, 1978. — С. 101—111.
- Вынаев Г. В., Третьяков Д. И. О классификации антропофитов и новых для флоры БССР индуцированных видов растений // Ботаника (исследования). — Вып. 21. — Минск : Наука и техника, 1979. — С. 62—74.
- Козловская Н. В., Симонович Л. Г., Блажевич Р. Ю., Вынаев Г. В., Третьяков Д. И. Редкие для флоры БССР виды карпатского происхождения // Доклады АН БССР. — 1979. — Т. 10. — С. 933—936.
- Парфенов В. И., Рыковский Г. Ф., Вынаев Г. В. Заказники и другие заповедные территории Белорусской ССР // В кн.: Охрана важнейших ботанических объектов Украины, Белоруссии, Молдавии. — К. : Наукова думка, 1980.
- Вынаев Г. В., Кожаринов А. В. Экотопологический и флористический аспекты изучения и охраны реликтовых видов растений и флоротопологических комплексов. — Минск, 1981. — 13 с. — Депонировано в ВИНИТИ 28.05.1981, № 2527-81.
- Клоков М. В., Краснова А. Н., Вынаев Г. В., Третьяков Д. И. Хорологические и таксономические заметки о белорусских верблюдках (род Corispermum L.) // В сб.: Новости систематики высших и низших растений. — Киев : Наукова думка, 1981. — C. 29—37.
- Парфёнаў В. I., Казлоўская Н. В., Вынаеў Г. У., Траццякоў Д. I. Антрапагенныя змяненнi i ciнантрапiзацыя флоры Беларусi // Весцi Акадэмii навук БССР. Сер. бiял. навук. — 1981. — № 2. — С. 35—43.
- Чырвоная кніга Беларускай ССР: рэдкія і тыя, што знаходзяцца пад пагрозай знікнення віды жывёл і раслін. — Мінск : БелСЭ, 1981. — 286 с. (коллектив авторов, в том числе Г. В. Вынаев)
- Охраняемые растения и животные БССР: Обзорная информация / Бирюков В. П., Блажевич Р. Ю., Вынаев Г. В. и др. — Минск : БелНИИНТИ, 1982. — 50 с.
- Парфенаў В. I., Рыкоўскi Г. Ф., Вынаеў Г. У. Тэарэтычныя прынцыпы арганiзацыi сеткi ахоўваемых прыродных тэрыторый Беларусi // Весцi АН БССР. Сер. бiял. навук. — 1982. — № 6. — С. 6—13.
- Ахоўныя раслiны Беларусi / Ю. А. Бiбiкаў, Р. Ю. Блажэвiч, Г. У. Вынаев i iнш. — Мiнск : БелСЭ, 1983. — 112 с.
- Бывалова Т. А., Вынаев Г. В., Парфенов В. И., Равинская И. А. Охраняемые растения БССР (Обзорная информация). — Минск : БелНИИНТИ, 1983. — 27 с. + 41 л. ил.
- Вынаев Г. В. Флорогенетическая структура и фитогеографические связи флоры Белоруссии: автореферат диссертации на соискание ученой степени кандидата биологических наук: 03.00.05. — Минск: Институт экспериментальной ботаники им. В. Ф. Купревича, 1984. — 28 с.
- Вынаев Г. В., Козловская Н. В. Редкий представитель семейства орхидных — ятрышник обожженный (Orchis ustulata L.) во флоре Белоруссии // Весцi АН БССР. Сер. бiял. навук. — 1986. — № 5. — С. 104—105.
- Atlas florae europaeae. Disribution of vascular plants in Europe. Vol. 7. Caryophyllaceae (Silenoideae) / J. Jalas, J. Suominen (eds). — Helsinki, 1986. — 230 p. (authors’ collective, including G. V. Vynaev — contributed to 38 distribution maps)
- Вынаев Г. В. О понятии «флора» и задачах науки о флоре // В сб.: Теоретические и методические проблемы сравнительной флористики. — Л. : Наука, 1987. — С. 28—30.
- Вынаев Г. В., Третьяков Д. И. Программа изучения флоры Белоруссии методом эталонных проб // В сб.: Теоретические и методические проблемы сравнительной флористики. — Л. : Наука, 1987. — С. 66—67.
- Парфенов В. И., Лякавичюс А. А., Козловская Н. В., Вынаев Г. В., Янкявичене Р. Л., Балявичене Ю. Ю., Лаздаускайте Ж. П., Лапеле М. В. Редкие и исчезающие виды растений Белоруссии и Литвы. — Минск : Наука и техника, 1987. — 352 с.
- Atlas florae europaeae. Disribution of vascular plants in Europe. Vol. 8. Nymphaeaceae to Ranunculaceae / J. Jalas, J. Suominen (eds). — Helsinki, 1989. — 263 p. (authors’ collective, including G. V. Vynaev — contributed to 59 distribution maps)
- Вынаев Г. В., Масловский О. М., Антонов Г. Н. Методы сбора и хранения экологической информации на примере ИПС «Флора и растительность БССР». — Минск : БелНИИНТИ, 1990. — 36 с.
- Atlas florae europaeae. Disribution of vascular plants in Europe. Vol. 9. Paeoniaceae to Capparaceae / J. Jalas, J. Suominen (eds). — Helsinki, 1991. — 110 p. (authors’ collective, including G. V. Vynaev)
- Рациональное природопользование Белорусского Поозерья. — Минск : Институт геологии, геохимии и геофизики АН Беларуси, 1993. — 202 с. (коллектив авторов, в том числе Г. В. Вынаев)
- Чырвоная кніга Рэспублікі Беларусь: Рэдкія і тыя, што знаходзяцца пад пагрозай знікнення віды жывёл і раслін. — Мінск : БелЭн, 1993. — 560 с. (коллектив авторов, в том числе Г. В. Вынаев)
- Очерки истории науки и культуры Беларуси IX ― начала XX в. — Минск : Навука і тэхніка, 1996. — 527 с. (коллектив авторов, в том числе Г. В. Вынаев)
- Гигевич Г. С., Власов Б. П., Вынаев Г. В. Ресурсы высших водных растений озёр Беларуси // Веснік Віцебскага дзяржаўнага ўніверсітэта. — 1999. — № 3(13). — С. 66—71.
- Определитель высших растений Беларуси. — Минск : Дизайн ПРО, 1999. — 471 с. (коллектив авторов, в том числе Г. В. Вынаев)
- Власов Б. П., Гигевич Г. С., Дудко Г. В., Качков Ю. П., Вынаев Г. В., Архипенко Т. В. Природный комплекс заказника «Свитязянский»: современное состояние, перспективы охраны и проблемы использования // Природные ресурсы. — 2001. — № 3. — С. 126—133.
- Гигевич Г. С., Власов Б. П., Вынаев Г. В. Высшие водные растения Беларуси: эколого-биологическая характеристика, использование и охрана / Под общ. ред. Г. С. Гигевич. — Минск : Издательский центр БГУ, 2001. — 231 с.
- Гигевич Г. С., Власов Б. П., Вынаев Г. В. Рекомендации по охране и рациональному использованию высших водных растений. Рекомендации 0212.4-99 // Сборник нормативных документов по вопросам охраны окружающей среды. — Вып. 31. — Минск : БелНИЦ Экология, 2001. — C. 18—78.
- Вынаев Г. В. Способы реализации системного анализа флористических комплексов с помощью компьютерных баз данных, электронных таблиц и экспертных систем // В сб.: Ботанические сады: состояние и перспективы сохранения, изучения, использования биологического разнообразия растительного мира: Тезисы докладов международной конференции. — Минск : УИЦ БГПУ, 2002. — С. 52—54.
- Yurchenko E. O., Vynaev G. V. A rare polypore Grifola frondosa in Minsk City // Mycena. — 2002. — Vol. 2, No. 1. — P. 69—74.
- Башкинцева О. Ф., Вынаев Г. В., Дудко Г. В., Качков Ю. П., Яцухно В. М. Долина р. Березины как элемент территориальной основы формирования экологической сети // Природные ресурсы. — 2003. — № 1. — С. 99—108.
- Романова М. Л., Морозова Т. К., Евдокимов Е. Г., Вынаев Г. В. Исследования структуры почвенного покрова и геосистем Полесского радиационного заповедника // Сборник научных трудов [Институт леса Национальной академии наук Беларуси]. — Вып. 61: Проблемы радиоэкологии леса. Лес. Человек. Чернобыль. — Гомель, 2004. — С. 251—253.
- Адерихо В. С., Вынаев Г. В., Пучило А. В., Скуратович А. Н., Вознячук Н. Л. О необходимости реорганизации государственного ландшафтного заказника «Новогрудский» // Природные ресурсы. — 2005. — № 2. — С. 95—106.
- Вынаев Г. В., Матусов Г. Д., Шамро А. В. Охраняемые виды сосудистых растений Полесского государственного радиационно-экологического заповедника // 20 лет после чернобыльской катастрофы: Сб. науч. трудов. — Гомель, 2006. — С. 151—155.
- Остапеня А. П., Вежновец В. В., Вынаев Г. В. и др. Эколого-биологические исследования водотоков Березинского биосферного заповедника / Отв. ред. Т. М. Михеева. — Минск : Издательский центр БГУ, 2013. — 231 с.

### Избранные научно-популярные труды
- Энцыклапедыя прыроды Беларусi. У 5-цi т. — Мiнск : БелСЭ, 1983—1986. (коллектив авторов, в том числе Г. У. Вынаеў)
- Козловская Н. В., Вынаев Г. В. «Красная книга» и охрана флоры БССР. — Минск : Правление общества «Знание» Белорусской ССР, 1986. — 24 с.
- Природа Белоруссии: Популярная энциклопедия. — Минск: БелСЭ им. П. Бровки, 1986. — 598 с. (коллектив авторов, в том числе Г. В. Вынаев)
- По страницам Красной книги. Растения: Популярный энциклопедический справочник. — Минск : БелСЭ, 1987. — 248 с. (коллектив авторов, в том числе Г. В. Вынаев)
- Природа Белоруссии: Популярная энциклопедия. 2-е изд. — Минск : БелСЭ им. П. Бровки, 1989. — 598 с. (коллектив авторов, в том числе Г. В. Вынаев)
- Блюда из дикорастущих растений / Сост.: Г. В. Вынаев, З. И. Козло. — Минск : Беларуская энцыклапедыя, 1995. — 312 с.

### Избранные книжные издания, рецензентом которых был Г. В. Вынаев
- Кузьмичев А. И. Гигрофильная флора юго-запада Русской равнины и её генезис / Под ред. В. И. Парфенова / Рец. Г. В. Вынаев, В. Г. Панченков. — СПб. : Гидрометеоиздат, 1992. — 216 с.
- Алексейчик Н. И., Санько В. А. Дары лесов, полей, лугов. Изд. 2-е / Рец. Г. В. Вынаев, П. С. Жукова, Б. Б. Кузьмицкий, Д. К. Шапиро. — М. : Физкультура и спорт, 1994. — 285 с.
- Черный А. Секреты дачника: в помощь садоводам и овощеводам / Рец. Г. В. Вынаев. 3-е изд., перераб. и доп. — Минск, 2013. — 455 с.